# Мігель Серрано

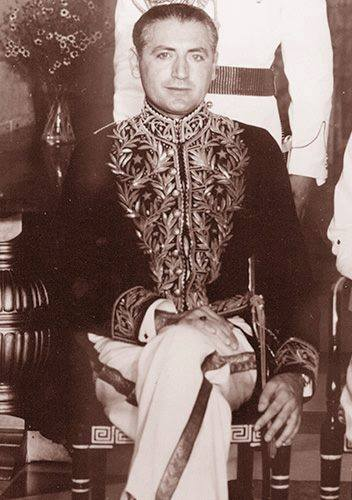
Мігель Серрано, 1957

Міге́ль Серра́но — (ісп. Miguel Joaquín Diego del Carmen Serrano Fernández; 10 вересня 1917, Сантьяго — † 28 лютого 2009, Сантьяго) — чилійський дипломат, дослідник, автор віршів та книг, націонал-соціаліст, один із перших езотеричних нацистів і гітлеристів.

## Біографія
У ранні роки примикав до марксистів і писав статті для лівих журналів. Однак незабаром розчарувався в комуністичній ідеології і вступив в Націонал-соціалістичний рух Чилі (ісп. Movimiento Nacional Socialista de Chile). З 1939 почав публікуватися у нацистському журналі «Trabajo» («Праця»).
Після вторгнення Німеччини в Радянський союз в червні 1941 заснував свій власний тижневик «Нова доба» (ісп. La Nueva Edad) (1941—1945). У журналі Серрано вперше почав публікувати матеріали Протоколів сіонських мудреців (з листопада 1941), а пізніше переосмислив концепцію змови «світового єврейства» у метафізичному ключі. Слідом за середньовічними катарами Серрано ототожнює Яхве з Деміургом — злим началом, що керує нашим світом.
В кінці 1941 р. Серрано запросили вступити в чилійський езотеричний орден, що має контакти з елітою брахманів в центрі Гімалаїв. У ордені практикувалася ритуальна магія, тантра і кундаліні йога, його члени розглядали Адольфа Гітлера як рятівника індоєвропейської або арійської раси, а виходи в астрал і багато інших магічних практик вважалися надбанням всіх чистокровних арійців. Магістром ордену був німецький емігрант під псевдонімом «FK», який нібито вступав в астральний контакт з Гітлером, і називав його присвяченим, бодхисаттвою, місія якого полягає в подоланні Темного віку Калі-юги. Серрано був ініційований в орден в лютому 1942.
Як журналіст Серрано брав участь у військовій експедиції в Антарктиду в 1947—1948 з таємною місією з пошуку оазису теплих вод — завдяки цій події армія Чилі назвала його ім'ям одну з гір крижаного материка, тому що він був єдиним цивільним членом експедиції. Припускають, що експедиція була якось пов'язана з чутками про таємну базі нацистів в льодах Антарктики.
Серрано вперше відвідав Європу в 1951 р., де обстежив руїни гітлерівського бункера в Берліні і резиденції фюрера в Баварії. Будучи в Швейцарії, він тісно зійшовся з відомим письменником Германом Гессе, а також Карлом Густавом Юнгом. Психоаналітичний портрет Гітлера, складений Юнгом, здійснив сильний вплив на його оцінку з боку Серрано. Разом з Юнгом вони обмінювалися думками про вплив архетипів і міфології на сучасну політику. Спілкування з Гессе і Юнгом знайшло відображення в найвідомішій книзі Серрано «CG Jung and Hermann Hesse: A Record of Two Friendships».

## Дипломатична робота і пізні роки
Дотримуючись сімейної традиції Серрано в 1953 вступив у дипломатичний корпус, після чого займався дипломатичною діяльністю в період з 1953 по 1970 в різних країнах, зокрема, в Індії (1953—1962), в Югославії (1962—1964), Румунії, Болгарії та Австрії (1964—1970).
Індія для Серрано представлялася джерелом таємниць, забутої істини, і він почав вивчати духовну спадщину цієї країни. Зокрема, він займався пошуками таємного ордена свого чилійського магістра в Гімалаях. Свою подорож Серрано описав у книзі «Змій Раю». Згідно з цією книгою, попри те, що центр ордена Кайлас перебував на недосяжній території китайського Тибету, Серрано вдалося зробити кілька важливих відкриттів, а в самій Індії познайомився з багатьма високопоставленими індійцями, такими, як Неру, Індіра Ганді, також він став єдиним іноземцем, якого Далай-лама прийняв у Гімалаях, де переховувався після втечі з Тибету.
Крім різних країн, Серрано був представником Чилі в МАГАТЕ (Міжнародне агентство з атомної енергії) і ЮНІДО (Агентство ООН з промислового розвитку) у Відні (1964—1970). На початку 1970-х після приходу до влади в Чилі Сальвадора Альєнде, Серрано був змушений залишити дипломатичний корпус, перебуваючи практично в вигнанні, і оселився в резиденції у швейцарському селі Монтаньоле.

## Життя після відставки
Під час свого тривалого перебування в Європі, Серрано спілкувався з Леоном Дегрелем, Отто Скорцені, Гансом-Ульріхом Руделем та ін; зустрічався з Юліусом Еволою, Германом Віртом і Езрою Паундом. У 1973 повернувся на батьківщину, в Чилі.
У травні 1984 на могилі полковника СС Вальтера Рауфа, Серрано публічно виконав нацистське привітання. 5 вересня 1993 він організував у Сантьяго з'їзд на честь Рудольфа Гесса і в пам'ять про чилійських нацистів 1938 р..
Належав до «герметичного кола», заснованого Юнгом, котрий написав передмову до книги Серрано «Візити Цариці Савської» (ісп. «Las Visitas de la Reina de Saba») (це був єдиний випадок, коли Карл Густав Юнг писав передмову до літературного твору). Знав Германа Гессе, в чиїй квартирі в італійській Швейцарії, в будинку Камуцці (Camuzzi), прожив десять років, залишивши дипломатичну роботу заради продовження дослідницької та письменницької діяльності.
Ініціатор спорудження в Медіначелі (Соріано) єдиного у світі пам'ятника Езрі Паунду. Автор більше десятка книг, в тому числі спогадів про К. Г. Юнга і Г. Гессе.

## Езотеричний гітлеризм
Серрано називає себе «езотеричним гітлеристом», вважаючи, що це може бути новою релігією, здатною трансформувати «матеріалістичну людини сучасності в нового героя-ідеаліста», і навіть більше, ніж релігія: це «шлях перетворення героя на Бога».
У 1984 Серрано опублікував книгу під назвою «Адольф Гітлер: Останній аватар» (ісп. Adolf Hitler, el último avatãra), яку присвятив «прославлянню фюрера Адольфа Гітлера». У цій довгій книзі він доводить існування спрямованої на замовчування справжнього походження людства змови, що занурюється корінням в глибоку старовину. Так, в Александрійській бібліотеці були знищені документи, пов'язані з існуванням у Першій Гіпербореї живих істот з інших галактик. Перша Гіперборея була більш духовною державою, і не потрапила під владу деміурга. Сам Деміург створив неандертальців, з безглуздою метою подальшого нескінченного розмноження на землі. А гіперборейці не схильні до циклічності, і після своєї смерті за бажанням повертаються на Землю у вигляді боддхісатв. Примордіальні гіперборейці були надсексуальними, а тому відтворювалися за допомогою духовної проєкції. Сила уфологічного таємного товариства медіумів Вріл допомагала їм управляти, світло Чорного Сонця текло по їх венах, а бачили вони за допомогою Третього Ока.
Друга Гіперборея була створена на Північному полюсі, коли гіперборейці почали війну проти механічного всесвіту деміурга. Потім відбулася катастрофа — деякі з повсталих гіперборейців змішали свою кров з бестіальнимі істотами деміурга, в результаті чого було втрачено Рай. Серрано посилається на книгу Буття 6.4:
```
Сини Божі стали входити до дочок людських, і вони їм народжували.
```

Ще одним результатом расового примордіального змішання стало те, що в результаті падіння комети або місяця Північний і Південний полюси помінялися місцями. Серрано вважає, що несподівана поява кроманьйонців у Європі доводить міграцію гіперборейців на південь під час льодовикового періоду. Інша група гіперборейців, що вижили, заснувала цивілізацію в пустелі Гобі.
Таким чином світ перетворився на арену боротьби між гіперборейцями, які вироджуються, та деміургом і силами ентропії. Серрано пише, що немає нічого більш загадкового, ніж кров. Парацельс називав її конденсованим світлом. «Я вірю, що арійська, гіперборейська кров є такою, але це не світло Золотого Сонця, не галактичного сонця, але світло Чорного сонця, зелений промінь». Серрано стверджує, що Золоту добу можна повернути, якщо гіперборейські арійці очистять свою кров. У книзі об'єднуються скандинавські руни та індійські чакри — Серрано пояснює як за допомогою йогічних практик можна увійти в Чорне Сонце через містичну смерть, через розуміння Зеленого променя. Але такий шлях можливий тільки для тих, чия кров зберегла пам'ять про стародавню Білу расу. Серрано вихваляє індійців, які зберегли кров шляхом кастової системи.
Деміург, у свою чергу, з давніх часів прагнув знищити спадщину гіперборейців. Згідно з поглядами Серрано, головним інструментом його боротьби був єврейський народ. Євреї володіють чорною магією, і з її допомогою маніпулюють усіма інститутами землі та і створюють абстрактне, раціоналістичне, механічне товариство щоб перешкодити духовному вдосконаленню арійців. Суспільство Тулі, а також їх послідовники, гітлерівське СС, прагнули перешкодити занепаду. В описі Серрано, Гітлер не лише аватара, але і тулку буддистів, божественна істота нірвани, яка вирішила повернутися знову на людський рівень буття для допомоги. Серрано розглядає СС як езотеричного ордена, що мали намір відродити Священний Грааль гіперборейської крові, і цей намір лежить в основі всіх великих воєн в історії, від воєн, описаних в Махабхараті, боротьби асів з ванами в північній міфології, і аж до Другої світової війни. У спробі перемогти деміурга, Гітлер боровся з бастіоном єврейської могутності, з комуністичною Радянською імперією, і ліберальними демократіями Заходу.
На думку Серрано, воєнні поразки Третього рейху є тільки зовнішнім. Насправді, Гітлер ухвалив рішення витратити свої сили під час війни на магічні експерименти, такі, як секретні контакти з Тибетом, дематеріалізацію, розробку летючих тарілок, дослідження в Арктиці і на Південному полюсі. Серрано вірить, що Гітлер вижив після падіння Берліна і перебрався в інший вимір таємним підземним ходом.